# 富蘭克林 (堪薩斯州)
富蘭克林（英語：Franklin）是位於美國堪薩斯州克勞福德縣的一個人口普查指定地區。

## 人口
根據2010年美國人口普查的數據，富蘭克林的面積為4.46平方千米，當中陸地面積為4.43平方千米，而水域面積為0.03平方千米。當地共有人口473人，而人口密度為每平方千米106.05人。